# Provincies van Kroatië
De provincies van Kroatië zijn de provincies (comitaten) die in Kroatië de bestuurslaag tussen  nationale en de lokale overheid vormen.
Kroatië telt 21 van deze provincies, die in het Kroatisch županija genoemd worden (meervoud: županije). Deze provincies bestaan sinds 1990, en zijn met de invoering van de Kroatische grondwet ingegaan.

## Organisatie
Iedere provincie heeft een assemblee (županijska skupština) die bestaat uit gekozen vertegenwoordigers. Een politieke partij mag per aantal stemmen een vertegenwoordiger in de assemblee hebben. Deze personen zijn voor vier jaar lid. De assemblee controleert de uitvoerende macht, beslist over de financiële begroting etc.
De leider van een provincie, de župan (letterlijk vertaald betekent deze term "graaf", maar ze wordt ook wel vertaald als "prefect"), heeft maximaal twaalf helpers, dožupan genaamd. De župan leidt de uitvoerende macht (županijsko poglavarstvo), en is vertegenwoordiger voor buiten-provinciale gelegenheden.

## De provincies

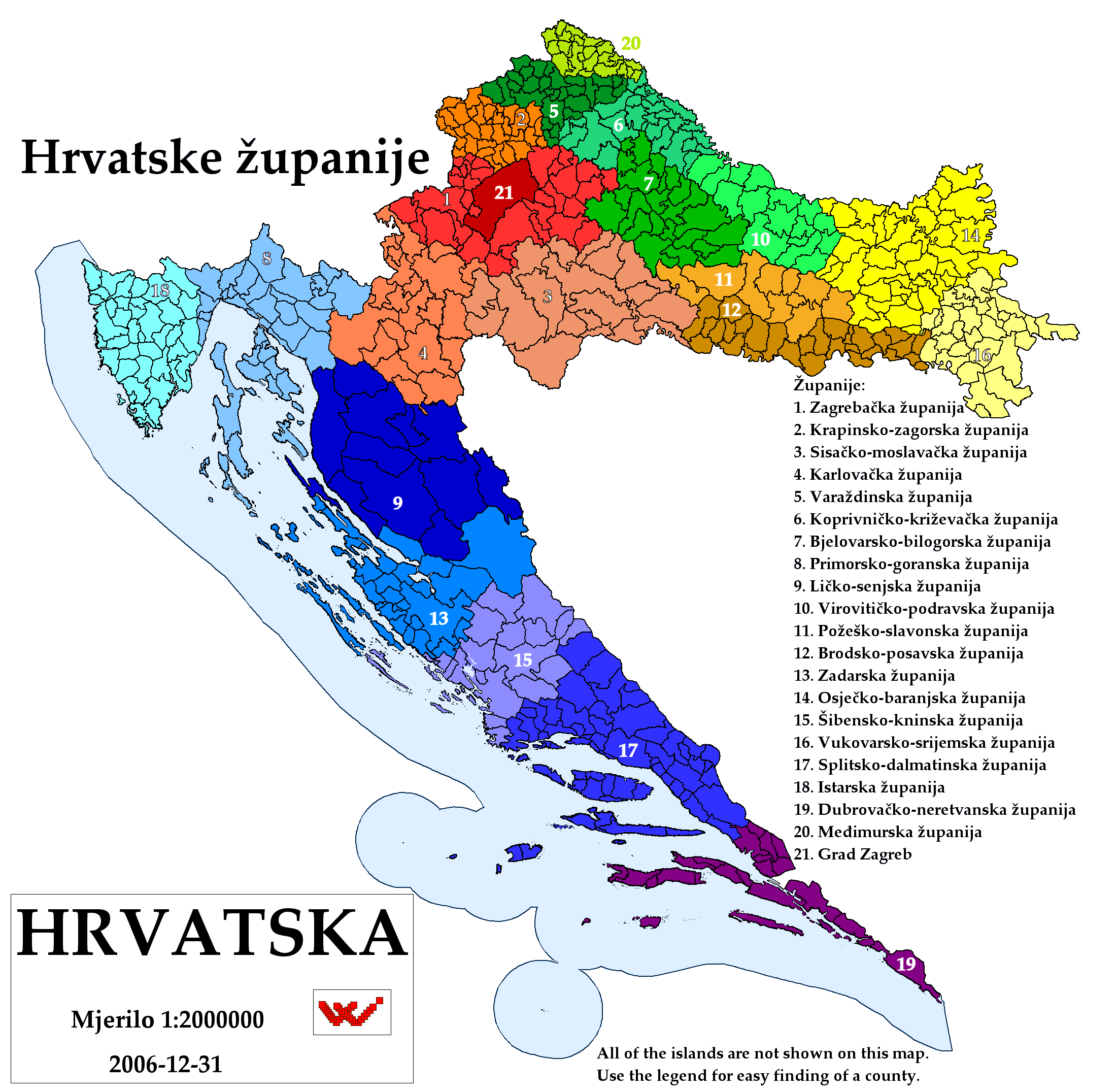
Kaart van de provincies van Kroatië

| #   | Provincie             | Officiële naam                  | km²  | Aantal inwoners | Inw./km² |
| --- | --------------------- | ------------------------------- | ---- | --------------- | -------- |
| 1.  | Zagreb                | Zagrebačka županija             | 3078 | 309.696         | 100,6    |
| 2.  | Krapina-Zagorje       | Krapinsko-zagorska županija     | 1230 | 142.432         | 115,8    |
| 3.  | Sisak-Moslavina       | Sisačko-moslavačka županija     | 4448 | 185.387         | 41,7     |
| 4.  | Karlovac              | Karlovačka županija             | 3622 | 141.787         | 39,1     |
| 5.  | Varaždin              | Varaždinska županija            | 1260 | 184.769         | 146,6    |
| 6.  | Koprivnica-Križevci   | Koprivničko-križevačka županija | 1734 | 124.467         | 71,8     |
| 7.  | Bjelovar-Bilogora     | Bjelovarsko-bilogorska županija | 2638 | 133.084         | 50,4     |
| 8.  | Primorje-Gorski Kotar | Primorsko-goranska županija     | 3590 | 305.505         | 85,1     |
| 9.  | Lika-Senj             | Ličko-senjska županija          | 5350 | 53.677          | 10,0     |
| 10. | Virovitica-Podravina  | Virovitičko-podravska županija  | 2021 | 93.389          | 46,2     |
| 11. | Požega-Slavonië       | Požeško-slavonska županija      | 1821 | 85.831          | 47,1     |
| 12. | Brod-Posavina         | Brodsko-posavska županija       | 2027 | 176.765         | 87,2     |
| 13. | Zadar                 | Zadarska županija               | 3643 | 162.045         | 44,5     |
| 14. | Osijek-Baranja        | Osječko-baranjska županija      | 4149 | 330.506         | 79,7     |
| 15. | Šibenik-Knin          | Šibensko-kninska županija       | 2994 | 112.891         | 37,7     |
| 16. | Vukovar-Srijem        | Vukovarsko-srijemska županija   | 2448 | 204.768         | 83,6     |
| 17. | Split-Dalmatië        | Splitsko-dalmatinska županija   | 4524 | 463.676         | 102,5    |
| 18. | Istrië                | Istarska županija               | 2813 | 206.344         | 73,4     |
| 19. | Dubrovnik-Neretva     | Dubrovačko-neretvanska županija | 1782 | 122.870         | 69,0     |
| 20. | Međimurje             | Međimurska županija             | 730  | 118.426         | 162,2    |
| 21. | Stad Zagreb           | Grad Zagreb                     | 640  | 779.145         | 1217,4   |